# Phaonia guizhournsis
Phaonia guizhournsis är en tvåvingeart som beskrevs av Wei 1991. Phaonia guizhournsis ingår i släktet Phaonia och familjen husflugor. Inga underarter finns listade i Catalogue of Life.